# Кожуф
Кожуф  је погранична планина између Северне Македоније (80%) и Грчке (20%). Највиши врх је 2176 м високи Зеленбрег. Кожуф је био поприште великих бојева на Солунском фронту током Првог светског рата. 
На планину Кожуф је најлакше стићи из македонског града Ђевђелија.